# نادي قزانية
نادي قزانية الرياضي هو فريق كرة قدم عراقي مقره في بلدروز، ديالى، تم تأسيسه عام 2004، يلعب في الدوري العراقي الدرجة الثانية.

## روابط خارجية
- نادي القزانية على موقع Goalzz.com
- أندية العراق - تواريخ التأسيس